# Marcelle Dujarric de la Rivière
Marcelle Dujarric de la Rivière, née Marcelle Marianne Friedmann le 10 novembre 1899 à Paris 9e et morte le 6 mars 1982 à Boulogne-Billancourt, est une figure de la haute bourgeoisie française qui tient salon depuis 1930 et jusque dans les années 1970 dans son hôtel particulier à Boulogne-Billancourt.

## Biographie
Marcelle Friedmann est la troisième enfant d'Adolphe Friedmann (1857-1922), homme d'affaires berlinois, et d'Elisabeth Nathan (1871-1940), et la sœur du sociologue Georges Friedmann. Elle naît à Paris où ses parents se sont installés, après s'être mariés en 1892 à Berlin. Ce n'est qu'en 1906 que ceux-ci acquièrent la nationalité française. Elle épouse après guerre le pastorien René Dujarric de la Rivière avec qui elle a une fille, Élisabeth, et deux fils, Jean-René et François. Proche de Maxime Jacob et des bénédictins de l'abbaye d'En-Calcat, elle se convertit au catholicisme. Elle apprend le piano avec Isidor Philipp, l'orgue avec Marcel Dupré, Louis Vierne et André Marchal, suit les cours de Nadia Boulanger et compose quelques mélodies. 
En 1928, le couple fait construire dans un style moderniste  par un parent, l'architecte Louis Faure-Dujarric, au Parc des Princes, quartier voisin du Bois de Boulogne et de la Porte d'Auteuil à Boulogne-Billancourt, 18 bis, avenue Victor-Hugo (l'actuelle avenue Robert-Schuman), un hôtel particulier de trois étages plus une terrasse qui sert pendant cinquante ans de rendez-vous mondain. Achevée en 1930, la villa, recensée depuis 1975 à l'inventaire des Monuments historiques, comprend une salle considérée comme un chef-d'œuvre de l'art déco capable de recevoir deux cent cinquante personnes. Occupant la hauteur des trois étages et ouverte sur toute sa hauteur par une baie vitrée elle est destinée à accueillir l'orgue à trois claviers et trente-cinq jeux conçu par Gustave Lyon et Jean Huré que pratique en tant qu'interprète et compositeur Marcelle Dujarric de la Rivière. Deux orgues s'y succèdent ; le second est démonté en 1986 lors de la vente de l'hôtel. L'acoustique exceptionnelle de la salle privée permit quelques enregistrements par des maisons de disques.
L'orgue est le prétexte d'un salon musical animé occasionnellement par les plus grands organistes de l'époque dont Dupré, Vierne et Marchal. Des concerts publics sont également organisés comme ceux donnés par Maria Modrakowska, Bernard Gavoty ou ceux de la société musicale de La Sérénade. La société qui fréquente ce salon est celle de la seconde génération des personnages que décrit dans sa Recherche Marcel Proust, lequel effectue un court séjour dans le sanatorium du docteur Sollier à Boulogne (qui ne s'appelait pas encore Boulogne-Billancourt). S'y retrouvent, parfois hébergés pour quelques jours dans les chambres d'hôtes, la princesse Edmond de Polignac, le comte Étienne de Beaumont, Marie-Blanche de Polignac, la comtesse Marie-Laure de Noailles et son mari, Charles de Noailles, Isabel et Henry Goüin. Tout ce monde se retrouve régulièrement, avec la société des artistes de Boulogne-Billancourt tel Le Corbusier, sur la Côte d'Azur.
Pendant quarante ans, nonobstant les années de guerre, entre le 17 février 1941 et le 25 août 1944, durant lesquelles l'hôtel est réquisitionné par la Wehrmacht, l'orgue sert à Nadia Boulanger, élève de Louis Vierne mais aussi confidente et amie de l'hôtesse du salon musical. En recevant les leçons particulières de celle-ci, comme en acceptant d'être membre d'honneur du groupe Jeune France ou de la société de musique de chambre La Sérénade, Marcelle Dujarric de la Rivière agit en mécène de la musique moderne.
À la fondation en France de l'Association des amis  Nadia et Lili Boulanger, en 1965, elle fait de son hôtel particulier le siège de l'association et devient Secrétaire de celle-ci sous la présidence de Jeannie Gobillard, veuve de Paul Valéry, François Dujarric de la Rivière étant trésorier. Au début des années 70, à Périgueux, elle contribue à financer la restauration de l'Orgue historique Marin Carouge de l'église St-Étienne de la Cité, où jouait alors Xavier Darcos.
Elle meurt à Boulogne-Billancourt le 6 mars 1982.

## Œuvres

### Mélodies
- J'ai cherché trente ans (1921), sur un poème de Maurice Maeterlinck,
- À une morte (1922),
- Annonciation (1923), sur un poème d'Henri Ghéon.